# استسلام بريدا
استسلام بريدا هي لوحة زيتية للرسام الإسباني دييغو فيلاثكيث رسمها في الفترة من 1634- 1635.